# Rajd Alpejski

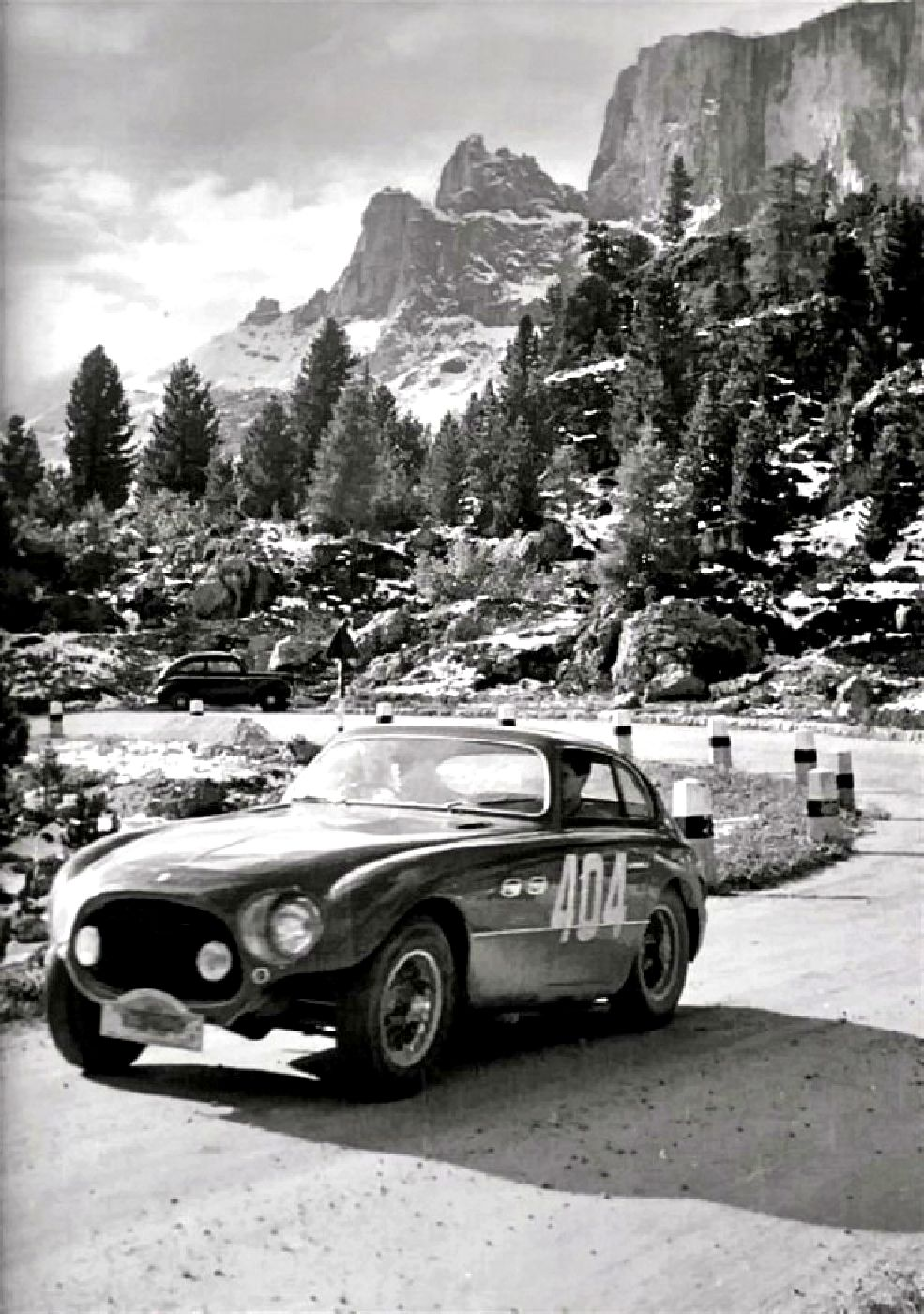
Jacques Herzet podczas 16. Rallye International des Alpes w roku 1953

Rajd Alpejski lub Rajd o Puchar Alp (fra. Coupe des Alpes) – rajd samochodowy, odbywający się w Marsylii, we Francji, z przerwami w latach 1932-1971. W latach pięćdziesiątych i sześćdziesiątych jeden z najbardziej prestiżowych rajdów na świecie zaliczany do Rajdowych Mistrzostw Europy. Od roku 1948 trasa rajdu obejmowała słynne przełęcze w Austrii, Niemczech, Włoszech i Szwajcarii. Od roku 1953 rajd stanowił jedną z eliminacji ERC.

## Zwycięzcy Rajdu Alpejskiego[2]
| Rok  | Rajd                                                | Kierowca                                             | Samochód                                             | Seria         |
| ---- | --------------------------------------------------- | ---------------------------------------------------- | ---------------------------------------------------- | ------------- |
| 1932 | 1. Rallye des Alpes Françaises                      | René Carrière                                        | Alfa Romeo 1750                                      |               |
| 1933 | 2. Rallye des Alpes Françaises                      | René Carrière                                        | Bugatti                                              |               |
| 1934 | 3. Rallye des Alpes Françaises                      | Gaston Descollas                                     | Bugatti                                              |               |
| 1935 | 4. Rallye des Alpes Françaises                      | Brak klasyfikacji generalnej, wyniki tylko w klasach | Brak klasyfikacji generalnej, wyniki tylko w klasach |               |
| 1936 | 5. Rallye des Alpes Françaises.                     | Guy Lapchin                                          | Riley                                                |               |
| 1937 | 6. Rallye des Alpes Françaises                      | Nie odbył się                                        | Nie odbył się                                        | Nie odbył się |
| 1938 | 7. Rallye International des Alpes Françaises        | Graf Heinrich von der Mühle-Eckart                   | BMW 328                                              |               |
| 1939 | 8. Rallye International des Alpes Françaises        | Wolfgang Denzel                                      | BMW 328                                              |               |
| 1946 | 9. Rallye International des Alpes Françaises        | Robert Manzon                                        | Simca 8                                              |               |
| 1947 | 10. Rallye International des Alpes Françaises       | Gaston Descollas                                     | Bugatti Type 43                                      |               |
| 1948 | 11. Rallye International des Alpes                  | Ian Appleyard                                        | Jaguar SS100                                         |               |
| 1949 | 12. Rallye International des Alpes                  | Gaston Gautruche                                     | Citroën 11                                           |               |
| 1950 | 13. Rallye International des Alpes                  | Ian Appleyard                                        | Jaguar XK 120                                        |               |
| 1951 | 14. Rallye International des Alpes                  | Ian Appleyard                                        | Jaguar XK 120                                        |               |
| 1952 | 15. Rallye International des Alpes                  | Alex von Falkenhausen                                | BMW 328                                              |               |
| 1953 | 16. Rallye International des Alpes                  | Helmut Polensky                                      | Porsche 356 1500 S                                   | ERC           |
| 1954 | 17. Critérium International des Alpes               | Wolfgang Denzel                                      | Denzel 1300                                          | ERC           |
| 1955 | Nie odbył się                                       | Nie odbył się                                        | Nie odbył się                                        | Nie odbył się |
| 1956 | 18. Rallye International des Alpes                  | Michel Collange                                      | Alfa Romeo Giulietta Sprint                          | ERC           |
| 1957 | Nie odbył się                                       | Nie odbył się                                        | Nie odbył się                                        | Nie odbył się |
| 1958 | 19. Critérium Int. de la Montagne - Coupe des Alpes | Bernard Consten                                      | Alfa Romeo Giulietta                                 | ERC           |
| 1959 | 20. Critérium Int. de la Montagne - Coupe des Alpes | Paul Condrillier                                     | Renault Dauphine                                     | ERC           |
| 1960 | 21. Critérium Int. de la Montagne - Coupe des Alpes | Roger de Lageneste                                   | Alfa Romeo Giulietta                                 | ERC           |
| 1961 | 22. Coupe des Alpes                                 | Donald Morley                                        | Austin-Healey 3000                                   | ERC           |
| 1962 | 23. Coupe des Alpes                                 | Donald Morley                                        | Austin-Healey 3000                                   | ERC           |
| 1963 | 24. Coupe des Alpes                                 | Jean Rolland                                         | Alfa Romeo Giulietta                                 | ERC           |
| 1964 | 25. Coupe des Alpes                                 | Jean Rolland                                         | Alfa Romeo Giulia TZ                                 | ERC           |
| 1965 | 26. Coupe des Alpes                                 | René Trautmann                                       | Lancia Flavia Zagato                                 | ERC           |
| 1966 | 27. Coupe des Alpes                                 | Jean Rolland                                         | Alfa Romeo GTA                                       | ERC           |
| 1967 | 28. Coupe des Alpes                                 | Paddy Hopkirk                                        | Mini Cooper S                                        | ERC           |
| 1968 | 29. Coupe des Alpes                                 | Jean Vinatier                                        | Alpine-Renault A110 1440                             |               |
| 1969 | 30. Coupe des Alpes                                 | Jean Vinatier                                        | Alpine-Renault A110 1600S                            | ERC           |
| 1970 | Nie odbył się                                       | Nie odbył się                                        | Nie odbył się                                        | Nie odbył się |
| 1971 | 31. Coupe des Alpes                                 | Bernard Darniche                                     | Alpine-Renault A110 1600S                            | IMC           |
| 1972 | Nie odbył się                                       | Nie odbył się                                        | Nie odbył się                                        | Nie odbył się |
| 1973 | Nie odbył się                                       | Nie odbył się                                        | Nie odbył się                                        | Nie odbył się |